# Aubin-Thierry Goporo
Aubin-Thierry Goporo (* 15. Mai 1968 in Bangui) ist ein ehemaliger Basketballspieler aus der Zentralafrikanischen Republik.

## Karriere
Aubin-Thierry Goporo gewann 1987 mit der Nationalmannschaft der Zentralafrikanischen Republik die Afrikameisterschaft. Durch den Titelgewinn qualifizierte er sich mit der Mannschaft für die Olympischen Spiele 1988 in Seoul. Die Mannschaft belegte den 10. Platz.
Sein jüngerer Bruder Frédéricque Goporo gehörte bei beiden Turnieren ebenfalls zum Aufgebot des Landes.
Zwischen 1993 und 1996 spielte Goporo für das College-Team der Florida Institute of Technology, wo er ein Bachelorstudium in Betriebswirtschaft abschloss. Später war er an der Florida Air Academy in verschiedenen Trainer- und Funktionärs-Positionen tätig.